# アブラヤシ
アブラヤシ（oil palm, Elaeis）は、ヤシ科アブラヤシ属に分類される植物の総称。果肉と種子からとれる油脂を目的として栽培が行われる油糧作物であり、熱帯地方における主要な換金作物のひとつ。本種から採取される油脂はパーム油と呼ばれるため、通称としてパームヤシと呼ばれることも多い。
アンゴラやガンビア周辺の西アフリカを原産とするギニアアブラヤシ（Elaeis guineensis）と、中南米の熱帯域原産のアメリカアブラヤシ（Elaeis oleifera）の2種が知られる。
ギニアアブラヤシは古くから中部アフリカの熱帯雨林地帯で広く栽培されており、単にアブラヤシと言えばこの種を指すことが多い。アメリカアブラヤシはCorozo属にも分類されることがある。中南米熱帯域では、ヤシ科植物の多様性は高いもののアフリカ大陸や東南アジアと異なってヤシ科植物の栽培利用文化が発達しなかった。しかし、アメリカアブラヤシは中南米熱帯域で例外的に利用文化が発達した植物である。
成木は単一の幹からなり、高さ20mに達する。葉は羽状で長さ3-5mほどのものが、年間に若木では約30枚、樹齢10年以上の木では約20枚が新しく生える。花は3枚の花弁と3枚のがく片からできており、個々は小さいが密集した集団を形成する。受粉してから果実が成熟するまでは約6か月かかる。果実は鶏卵大で集団をなし、油分の多い多肉質の果肉（中果皮）と、同じく油分に富んだ1つの種子から構成され、重さは1房あたり40-50kgほどになる。
商業作物としてインドネシアおよびマレーシアを中心に大規模な栽培（プランテーション農業）が行われている。栽培品種の中にはギニアアブラヤシとアメリカアブラヤシの交配品種もある。

## 栽培

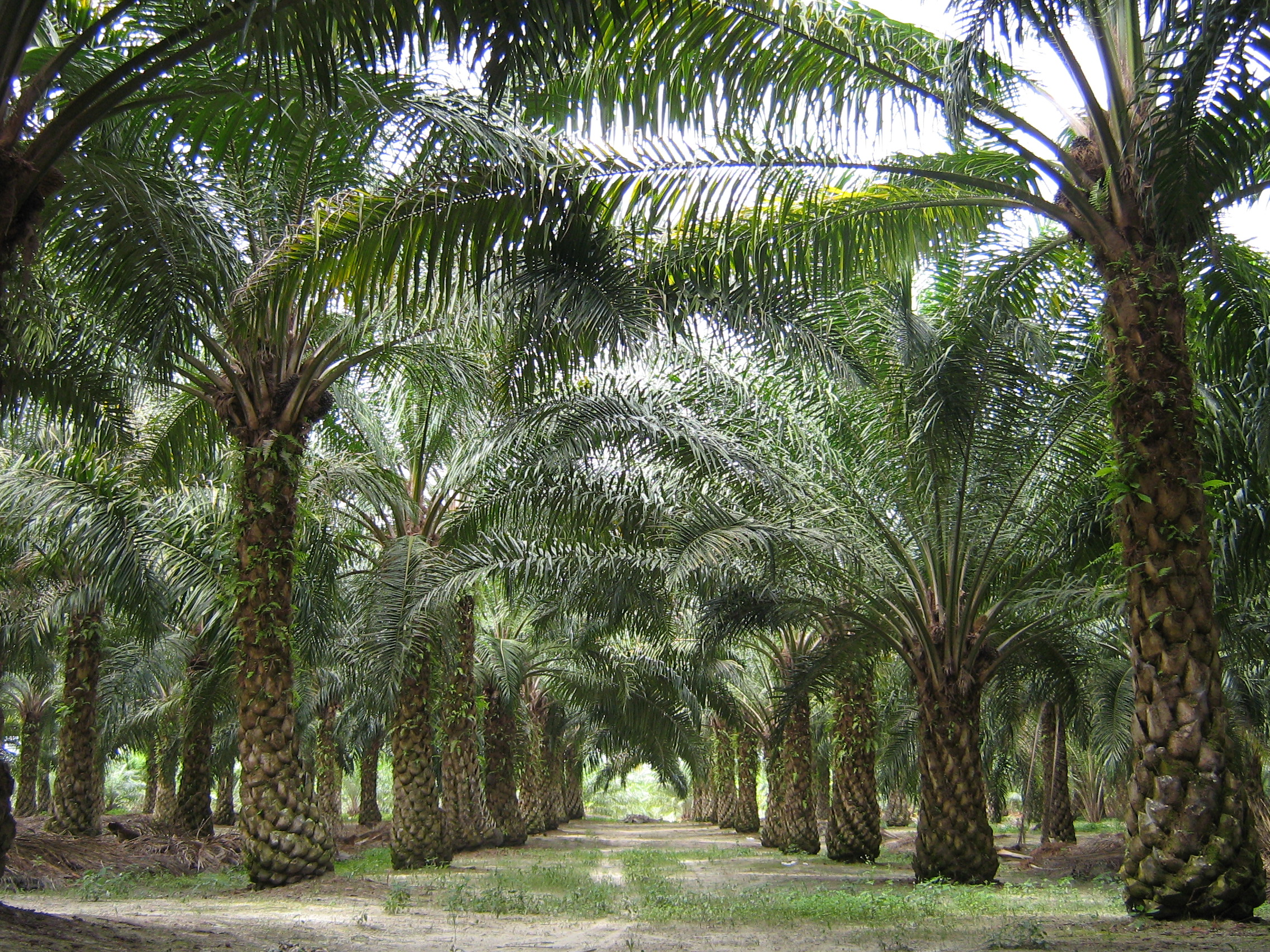
マレーシアのギニアアブラヤシ

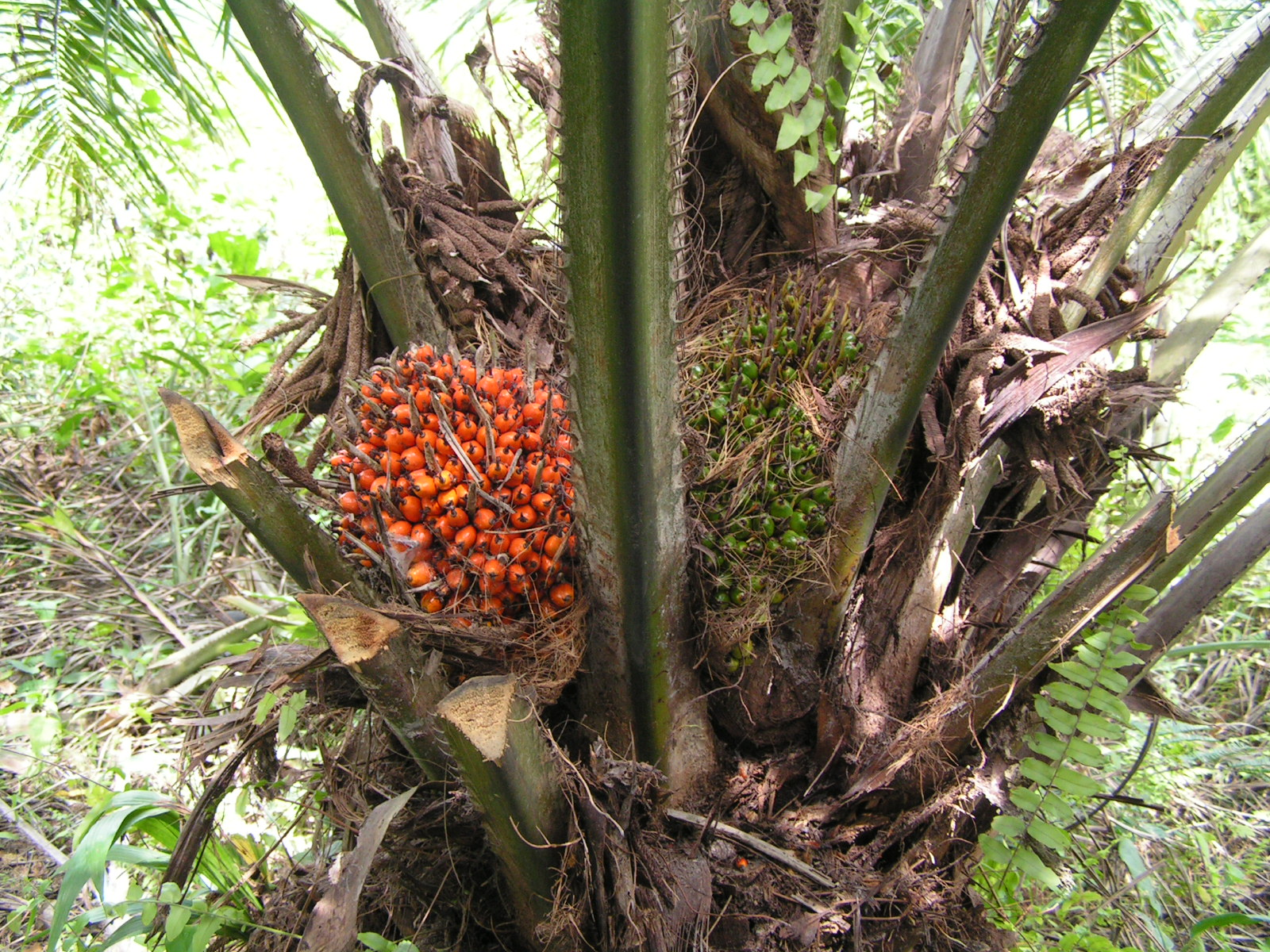
アブラヤシの幹と果実

アブラヤシは一年を通じて実をつけるため、収穫が年に一回の他の作物に比べ単位面積当たり得られる油脂の量は圧倒的に多く、1ヘクタールあたり平均2.8トンの油脂が得られ、最大4トンの油脂が得られます。これは大豆の約7倍に相当する。今日、産業的に大規模栽培されたアブラヤシから収穫された果実は、石鹸や食用植物油の生産に使われている。果実のうちの果肉からはパーム油が、また、中心部の種子からはパーム核油が得られる。パーム油とパーム核油の品質は異なっており、パーム油は調理用、パーム核油は加工食品用としての用途が多い。また、アブラヤシの油はバイオディーゼル燃料としての利用も考えられている。換金性の高いアブラヤシはコプラ原料となったココヤシを駆逐して急速にその栽培面積を増加させつつあり、パーム油の世界生産量は植物油中1位である。
近代以前の伝統的な栽培地帯である熱帯アフリカの森林地帯では、果肉から得られるカロテノイドを多く含む赤色のパーム油が、古くから食文化に不可欠の食用油として利用されてきた。こうした伝統文化においては収穫した果実を数時間煮込み、この果肉を水とともに粉砕、攪拌すると浮かび上がる脂肪を含んだ泡を集める。この泡を鍋に集めて加熱すると、水分が蒸発し、蛋白質などの不純物が沈殿して精製した油が得られる。採油後に残った種子の中身はそのままナッツとして食用にされ、また、花穂を切って糖液を採取し、発酵させてヤシ酒を作るのにも利用された。パーム油はブラジルでは「アゼーチ・ジ・デンデ」 （Azeite-de-dendê）あるいは単に「デンデ」と呼ばれ、ブラジル北東部などのアフリカの料理の影響を受けた伝統料理には欠かせない。
ギニアアブラヤシは1900年代初頭にスマトラ島とマレー半島に持ち込まれ、現在でも広大なプランテーションが多く存在している。特にマレーシア全体でアブラヤシのプランテーションは約20000平方kmに達し、1995年には世界の生産量の51%を占めた。一方、プランテーションの拡大は天然の熱帯雨林を焼き払って進められたため、著しい環境破壊を招き、この地域での主要な環境問題となっていると同時に主要な基幹産業となっている。アブラヤシの果実の絞りかすは繊維の強度が高いため、これを用いて紙をつくることが中国などで実用化されつつある。

## ギャラリー

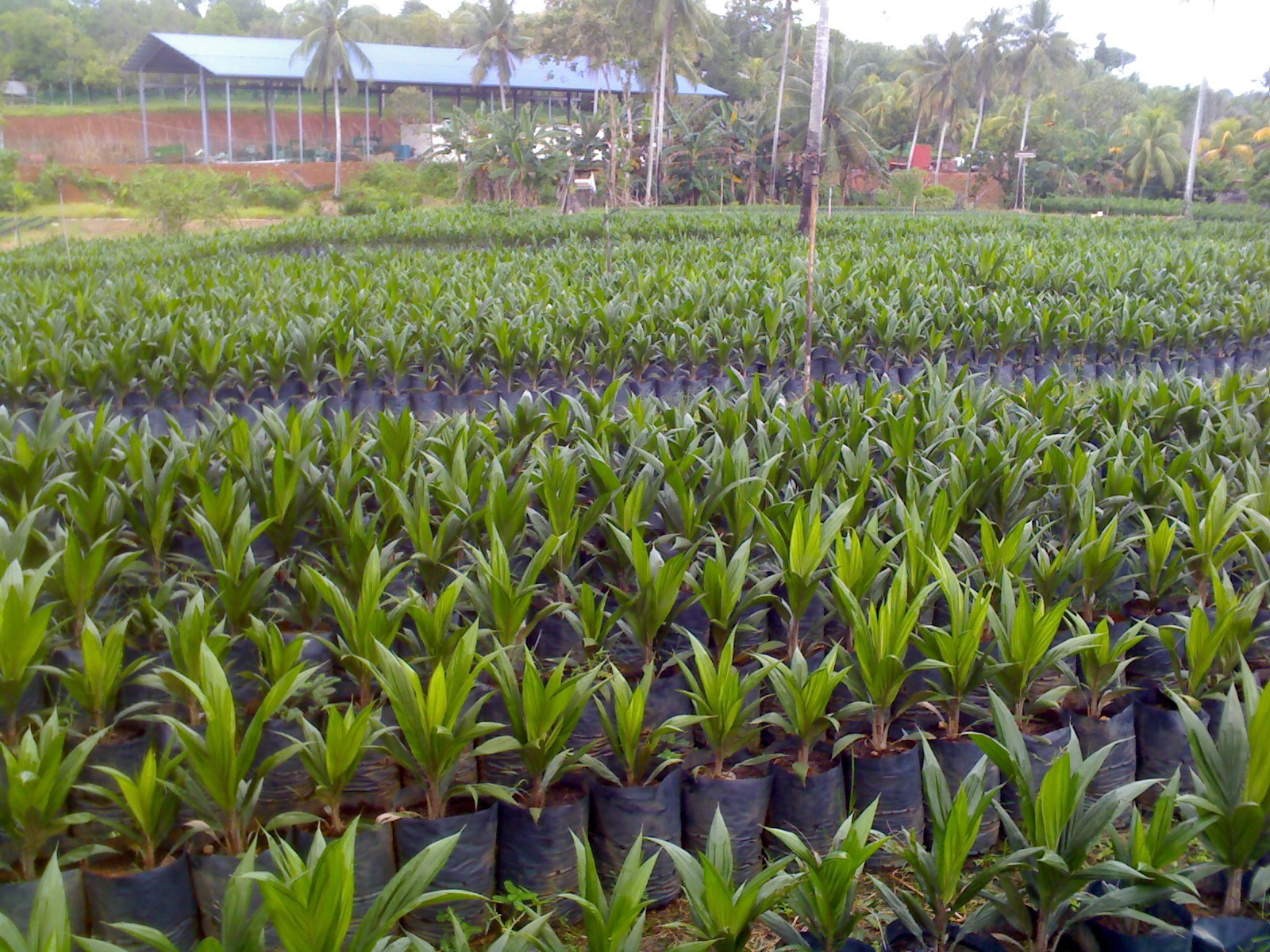
マレーシアサバ州タワウでのプランテーション
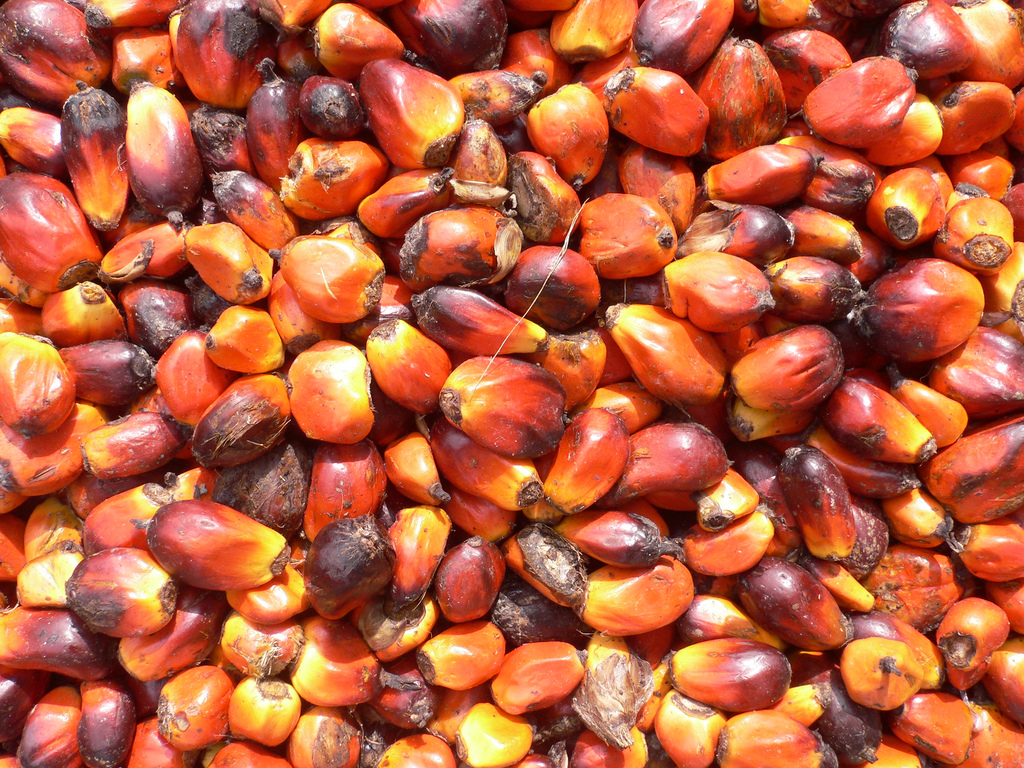
果実
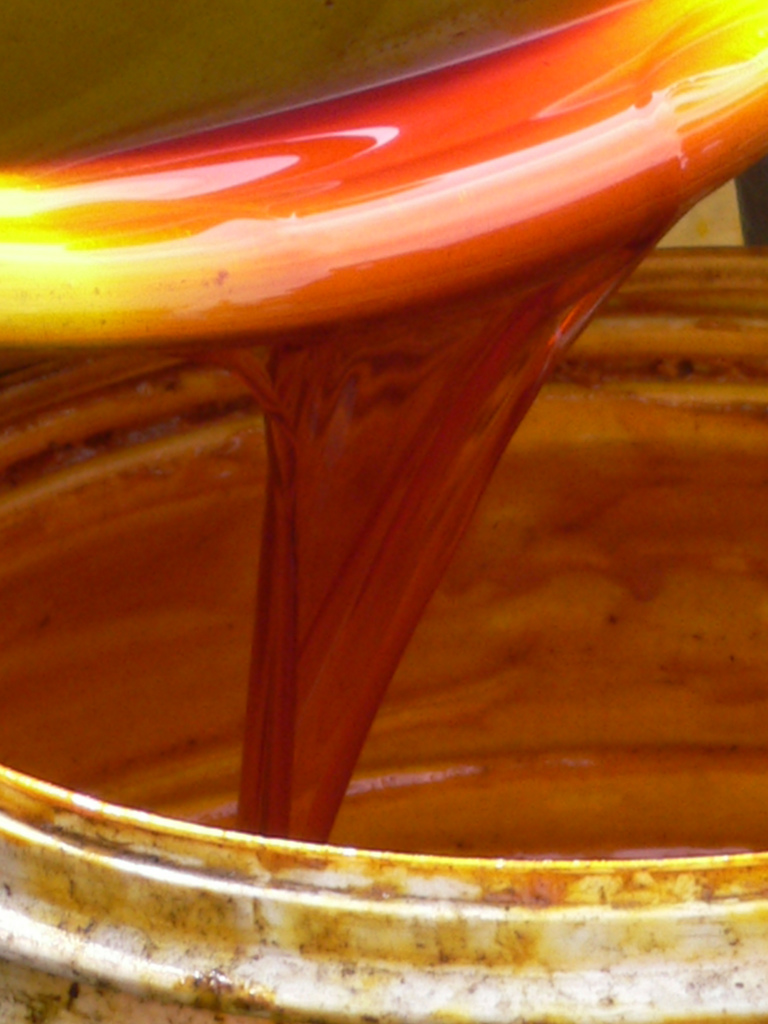
パーム油